# Jardins Artigas
Pour les articles homonymes, voir Artigas (homonymie).
Les Jardins Artigas sont des jardins réalisés à la Pobla de Lillet entre 1905 et 1906 par l'architecte moderniste Antoni Gaudí.

## Histoire et description
En 1905, Gaudí voyagea à Pobla de Lillet pour y construire un chalet pour Catllaràs, un refuge de montagne pour les ingénieurs des mines de charbon qui alimentaient une fabrique de ciment située près de la commune de Castellar de n'Hug, propriété d'Eusebi Güell, riche industriel et principal mécène de Gaudí.
Durant sa présence de deux jours dans le village, Gaudi se logea chez l'industriel Joan Artigas i Alart, situé à côté de sa fabrique textile et au bord du fleuve Llobregat. Artigas avait un terrain près de la maison et du fleuve nommé Fontaine de magnésium. L'industriel profita de la présence de l'architecte pour lui demander des idées d'aménagement de ce terrain. En remerciement, Gaudi fit un croquis à son hôte qui fut conservé jusqu'à l’incendie de l'usine textile en 1939. Il décrit un jardin naturaliste avec des pierres, de l'eau et de la végétation,.
Gaudi réalisa là un projet ressemblant beaucoup au Parc Güell – bien que de dimensions très inférieures et envoya même à la Pobla de Lillet certains des hommes qui avaient travaillé au Parc Güell.
Les similitudes stylistiques et structurelles entre les deux jardins sont évidentes. De la même façon qu'au Parc Güell, Gaudi conçut des jardins pleinement intégrés à la nature avec un ensemble de constructions et de lignes organiques qui se mélangent parfaitement à l'environnement. Il construisit jusqu'à une grotte artificielle, élément très particulier pour Gaudi qui en avait déjà fait une pour le Parc de la Ciutadella de Barcelone.

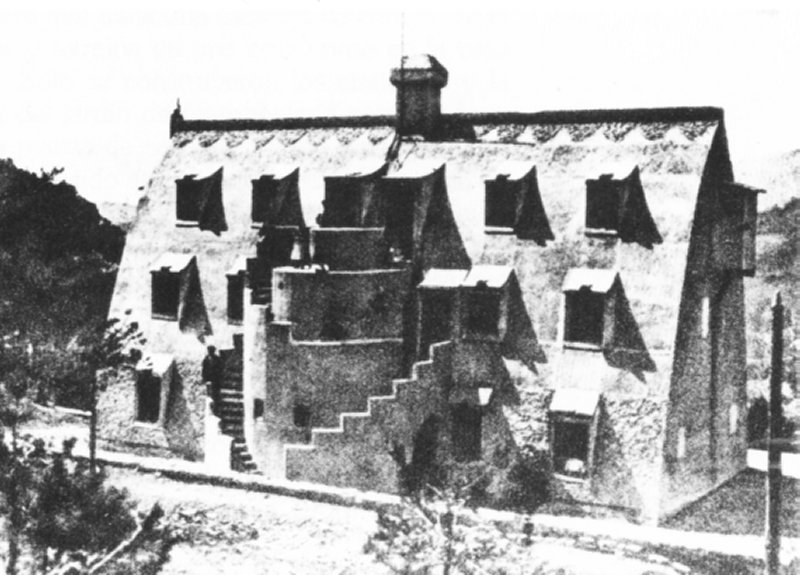
Le Chalet de Catllaràs (1905), l'autre œuvre de Gaudi à la Pobla de Lillet

L'architecte conçut le jardin autour d'un chemin avec un parcours préétabli qui met en évidence divers lieux et utilisa ses techniques les plus classiques. Ce chemin part de la Gloriette – le mirador et point culminant – et relie la fontaine de Magnésium, où Gaudi utilisa l'arc caténaire ; la cascade – fontaine réalisée par des pierres collées en trencadis ; une décoration à motifs végétaux à base de fer forgé et de ciment ; un lieu de repos à côté du pont des Arcs (dont deux ont des formes humaines, masculine et féminine). On trouve également des figures en forme de serpents enroulés le long du chemin de la Gloriette. Elles sont réalisées avec des pierres agglomérées.
Comme dans nombre de ses œuvres, Gaudi ajouta aux Jardins d'Artigas des symboles chrétiens. Dans ce cas, ce sont les quatre Évangélistes qui sont disséminés le long du parc. L'Ange de Saint Mathieu – disparut depuis - se trouve dans la grotte de la Cascade, l'Aigle de saint Jean se trouve au Pont aux arcs sur le Llobregat ; le Lion de saint Marc se trouve à la pergola et le bœuf de saint Luc est situé à la Fontaine au bœuf dont elle tire son nom. La disposition de ces éléments forment une croix.
Durant la décennie 1950, la famille Artigas déménagea à Barcelone et le jardin resta à l'abandon. Il fut ignoré des chercheurs sur Gaudi jusqu'en 1971, lors de la publication d'un article qui confirmait la paternité de Gaudi sur cet espace. Les travaux de recherches furent menés par la chaire Gaudí, l'école supérieure d'architecture de Barcelone et l'UPC. En 1992, les jardins furent restaurés sous la supervision de la Chair Gaudi. Les sculptures actuelles sont l’œuvre de Ramon Millet i Domènech. Actuellement les Jardins de Can Artigas appartiennent à la municipalité et sont ouverts au public. Ils sont accessibles via le chemin de fer touristique de l'Alt Llobregat.

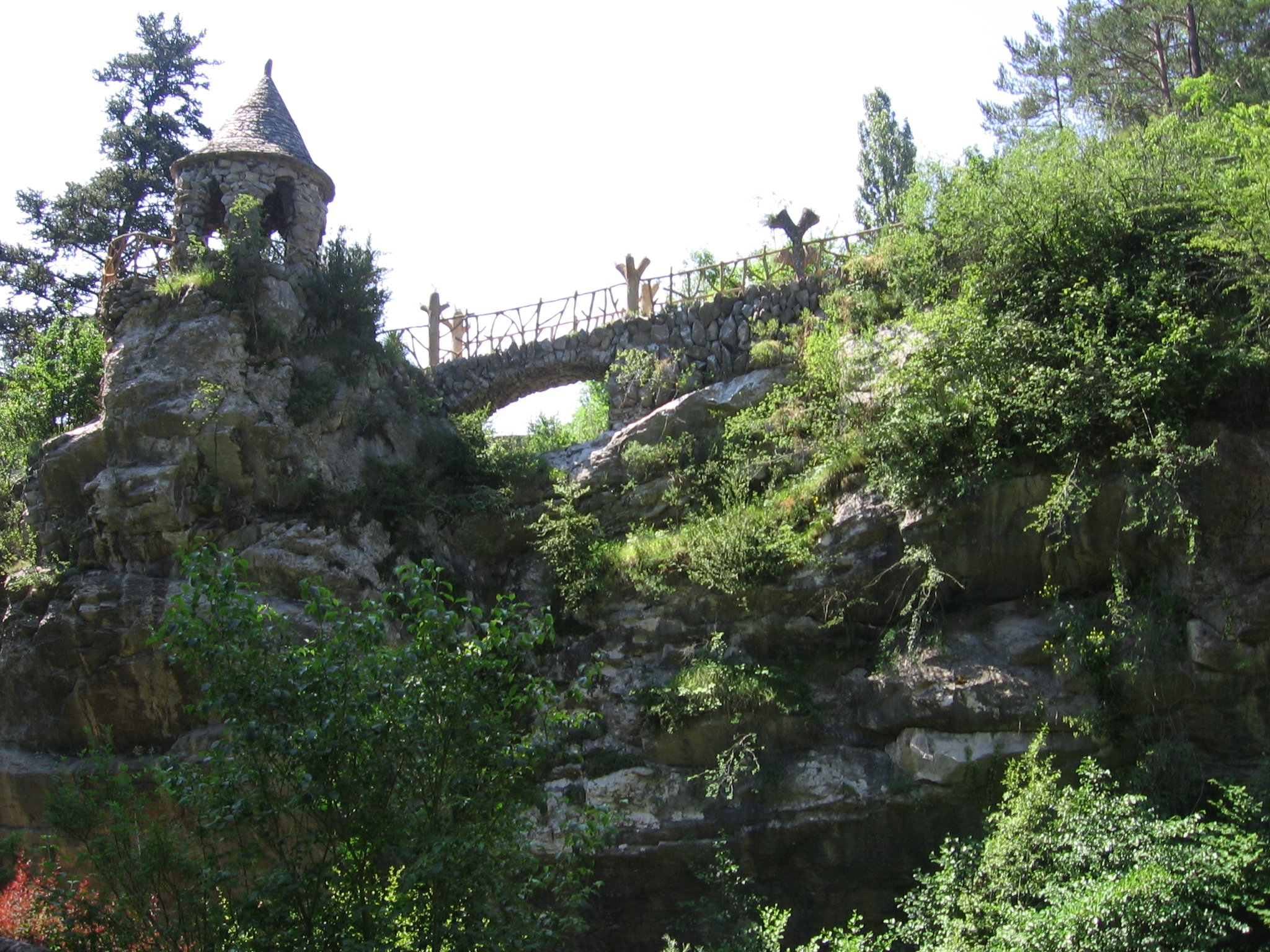
La Gloriette
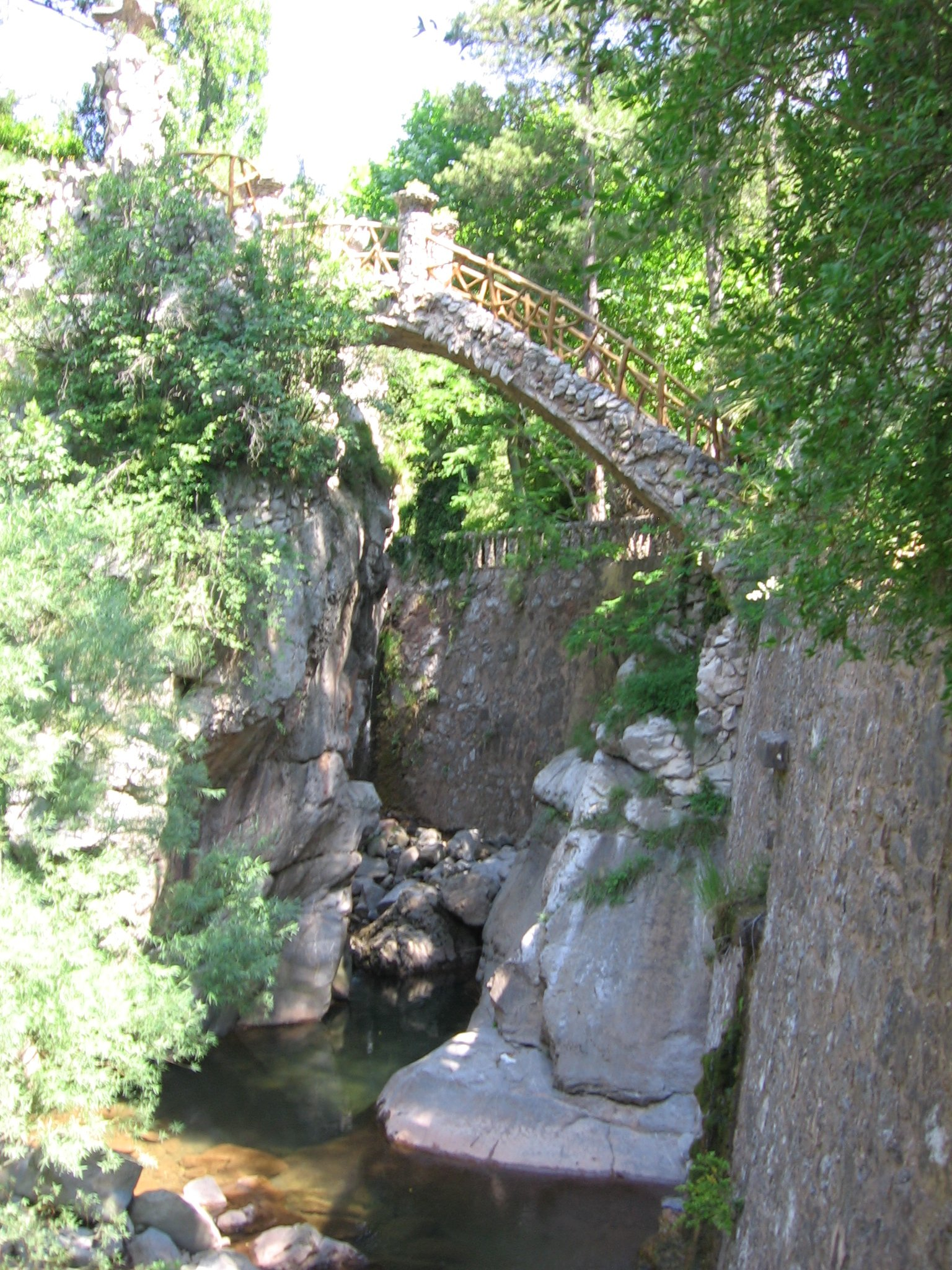
Pont d'Arc Coix
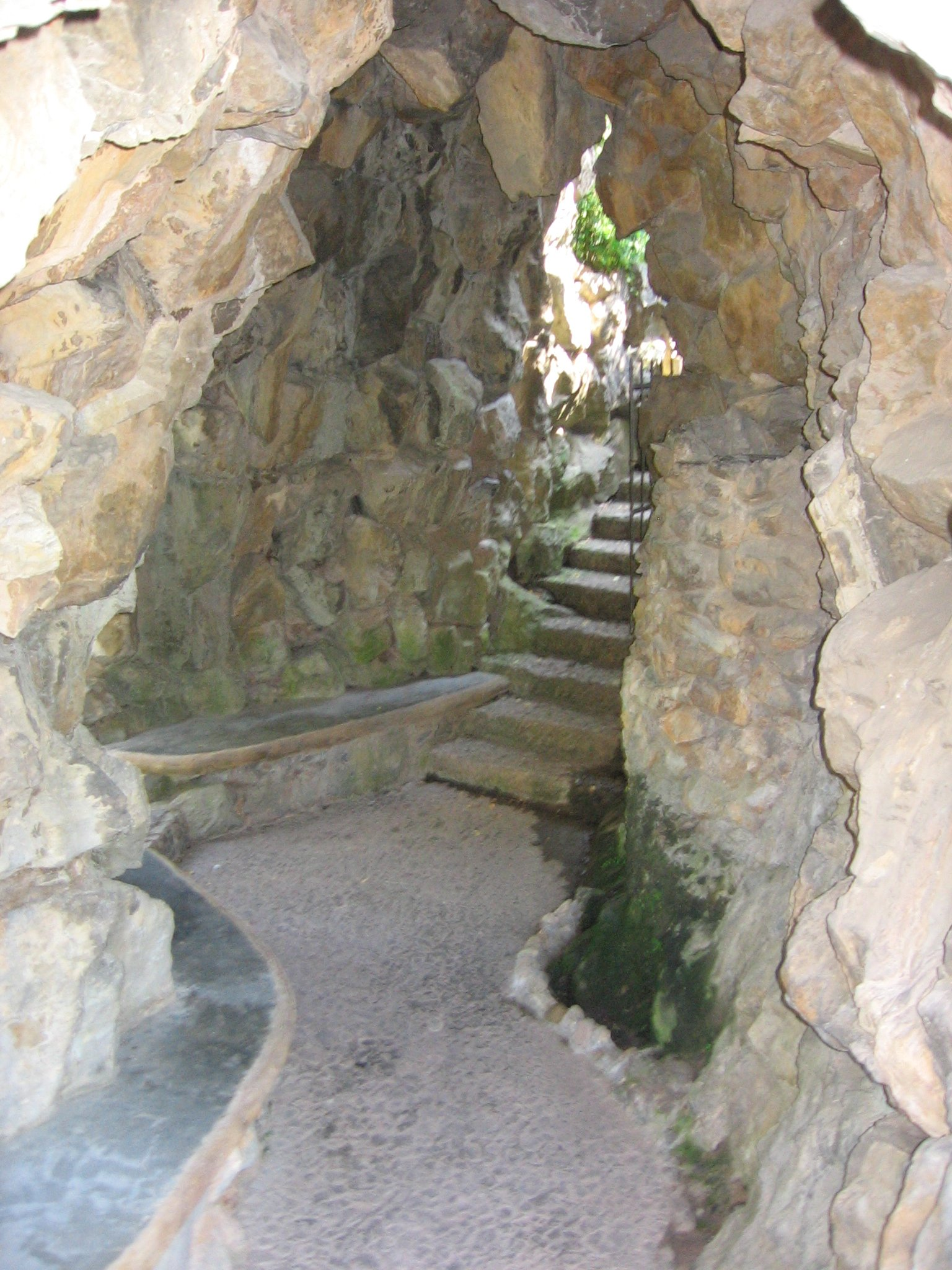
Grotte artificielle
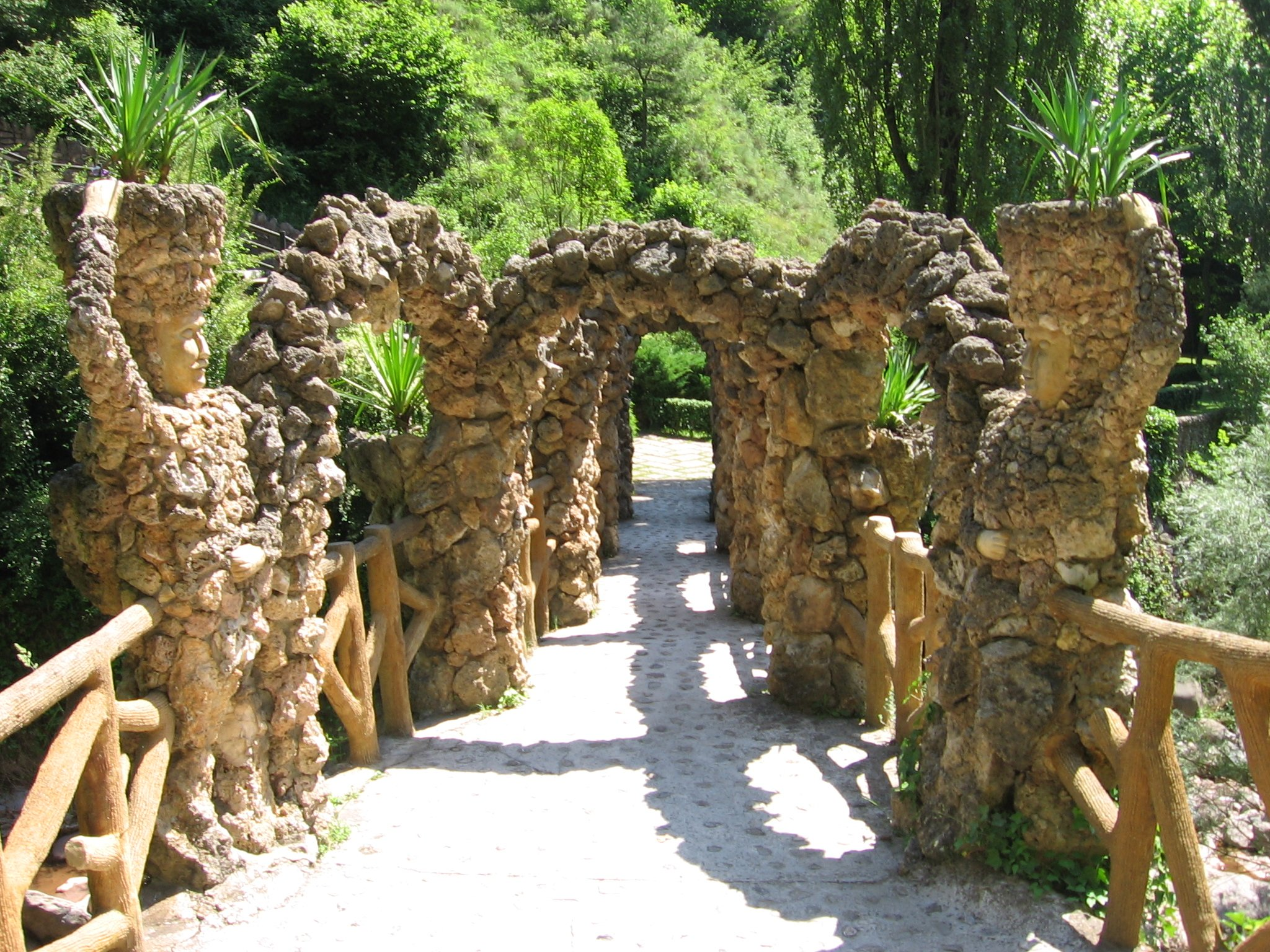
Pont des Arcs
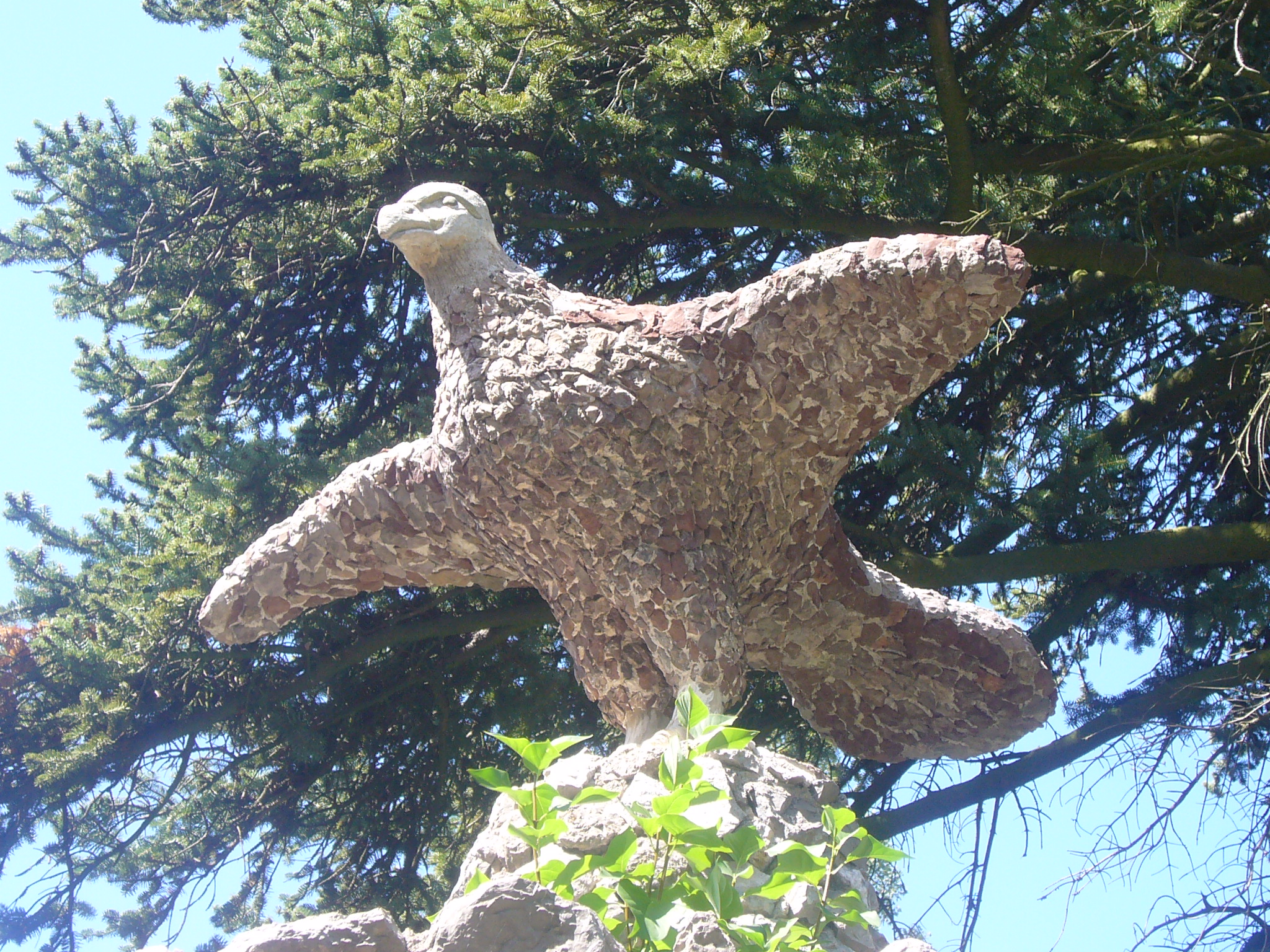
Aigle